# هامورهای اقیانوسی
هامورهای اقیانوسی (نام علمی: Howellidae) نام یک تیره از زیرراسته سوف‌ماهی‌شکلیان است.